# Robin Devenish
Robin C. E. Devenish (* 1943) ist ein britischer Experimentalphysiker, der sich mit Hochenergiephysik der starken Wechselwirkung beschäftigt.
Devenish promovierte an der Universität Cambridge und war ab 1979 am Hertford College der Universität Oxford, wo er Fellow, Dekan (Dean) und Professor für Physik ist. Er arbeitete in Experimenten an den Speicherringen DORIS und PETRA am DESY und danach am dortigen HERA Experiment tiefinelastischer Elektron-Proton-Streuung (ZEUS Detektor).
2009 erhielt er den Max-Born-Preis für „seine Schlüsselrolle bei der Bestimmung der Strukturfunktion des Protons und der Herleitung der Quark- und Gluonendichten bei kleinem Partonenimpuls, was zu erheblichen Fortschritten beim Verständnis der Quantenchromodynamik führte“.